# Живі шахи

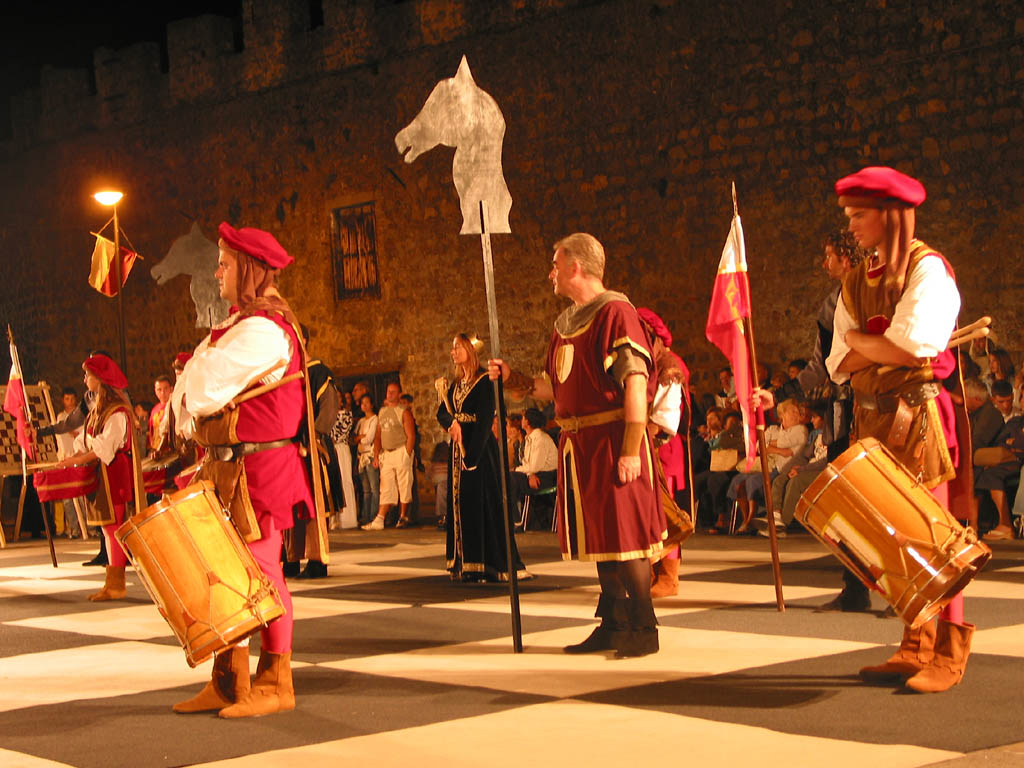
Гра у живі шахи Монселіче, Італія.

Живі шахи (англ. Human Chess) — різновид гри у шахи, за якого гра ведеться на шахівниці великого розміру, наприклад, на міській площі, відкритих майданчиках, а роль шахових фігур виконують люди.

## Історія

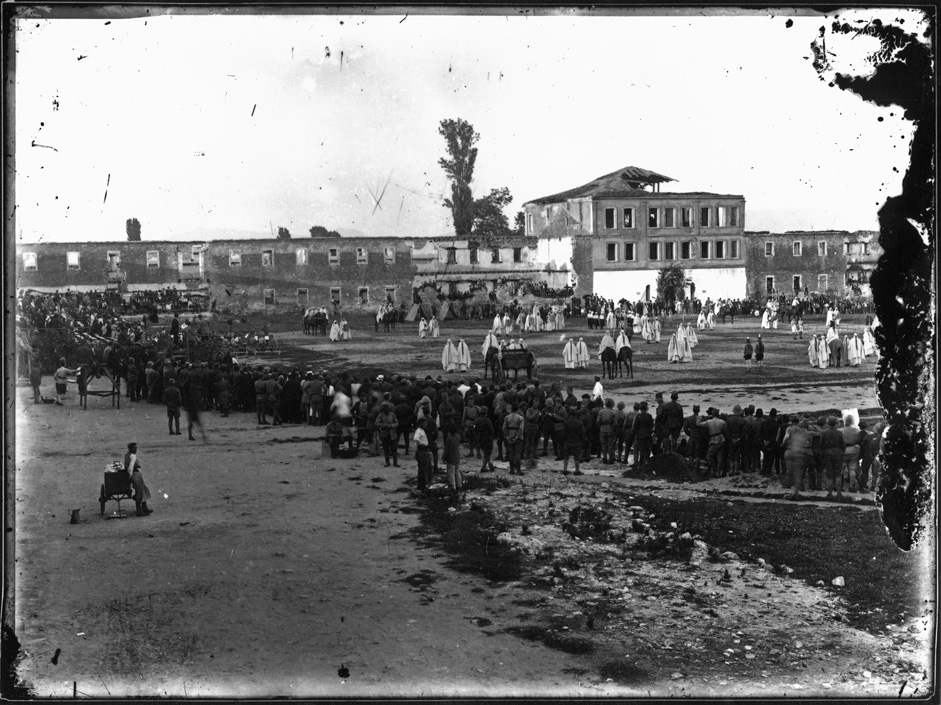
Шахова партія з живими фігурами (Бітола, 1924)

Перше задокументоване свідчення гри у живі шахи відбулося у 1408 році, коли при дворі султана Мухаммеда, арабського правителя Гранади, відбулася вистава «Живі шахи».
Також письмове повідомлення про «живі шахи» згадується у XV ст. Чернець ордену домініканців Франческо Колона написав у 1467 році твір містичного характеру, в якому розповідає про сновидіння Поліфіла, як на великій шахівниці розігрується партія живими фігурами. Він докладно описує ходи кожної фігури, розкриває таємниці тактики, пояснює стратегію супротивників. Цю невелику працю про живі шахи вперше було видано у Венеції в 1499 році.
Наслідуючи «Сну Поліфіла», у князівських і королівських замках Франції та Італії протягом кількох століть демонструвалися «живі шахи» у вигляді вишуканого маскараду чи турніру. Іноді вони служили розвагою під час товариських ігор. У живих шахах були свої правила: до волосся або капелюхів приколювалися знаки відмінності фігур, а двоє гравців, що розігрували партію, керували ходами фігур за допомогою умовних знаків; побита фігура мала поклонитися переможцю і піти з поля бою.
XV століття залишило нам жахливі повідомлення про «живі шахи». Наприклад, султан Мохаммед I нібито віддавав биту фігуру в руки ката.
Також так поступав  в Іспанії представник інквізиції, домініканець Педро Арбуес, який перетворював на «живі шахи» нещасні жертви гонінь, змушуючи їх бути фігурами в партії, що розігрувалися двома сліпими ченцями. Ці гравці, побиваючи пішака, засуджували до смерті і того живого чоловіка, який «грав» цього пішака.
Відомому своїми жорстокостями царю Івану IV Грозному (XVI століття) також приписують гру в «живі шахи» життями підданих. Визначення «живі шахи» звучить тут як жорстока іронія, бо це були скоріше шахи смерті.
У 1554 році в італійському містечку Маростіка відбувся шаховий поєдинок між двома суперниками, які любили дочку місцевого правителя, Елеонору. Батько запропонував суперникам зіграти шахову партію на свіжому повітрі та за допомогою живих людей, відповідним чином переодягнених і загримованих. Переміг Рінальдо де Ангарано, який отримав красуню Елеонору за дружину. Молоді люди виявилися дуже щасливою парою, а задоволений батько, для увічнення цієї події, розпорядився кожні сто (4) років зображати поєдинок на головній площі міста.
При царюванні Катерини II, в 1796 році у Петербург прибув із візитом шведський король Густав IV, на честь якого граф Строганов влаштував великий прийом, де для розваги гостя демонструвалася шахова партія, розіграна переодягненими акторами. У парку, на галявині, вкритій жовтими та зеленими квадратами, рухалися учасники шахової драми, одягнені у середньовічні костюми тих самих двох кольорів.
На сільськогосподарській виставці у Відні 1898 року за допомогою шахів було показано перемогу над Кара-Мустафою у битві під Віднем. Кожну фігуру зображували групи осіб. У битві брало участь триста сорок чоловік та шістнадцять коней. Шахівницею служило поле, розділене на жовті і чорні квадрати. Гру супроводжувала музика у виконанні оркестру з кількох десятків людей.
Бої польського лицарства з військами турецького султана були темою «живих шахів», поставлених у Кракові в 1927 році у внутрішньому дворі Вавельського замку, де відбувалося торжество з нагоди перевезення в замок останків поета Юліуша Словацького. Януш Стемповський описав у віршах хід усієї партії і видав їх у брошурі під назвою «Турнір живих шахів». Ось яким віршованим коментарем озвучив автор черговий хід, зроблений «польською стороною»:
Король задумався: чи послати вперед дозор?

Чи, може, не чекати, а кинутися всім строєм?

Адже смерть у бою гідніша за ганьбу.

Він пішаку наказав іти  і впасти героєм.

Загинув Францішек, наповал убитий,

Цей подвиг у шахах звуть гамбіт.
«Шахове село» Штребек (Німеччина), у якому вже понад 300 років молодь, зображуючи шахові фігури, демонструє бій на 64 полях — є прикладом культивування традиції видовища «живих шахів». За часів феодалізму населення села змушене було розважати цією оригінальною виставою гостей на урочистостях з нагоди коронації короля.

### В Україні
У 1965 році в Мелітополі пройшов дитячий шаховий фестиваль, під час якого вібдулася гра у живі шахи.
2 вересня 2010 року в Одесі була розіграна партія у живі шахи між олімпійською чемпіонкою Наталією Жуковою та шестиразовою чемпіонкою світу Ноною Гапріндашвілі. Партію коментував міжнародний гросмейстер Володимир Тукманов. Фігури на шахівниці зображали актори місцевого драмтеатру. Поєдинок завершився внічию.

## У мистецтві
- У романі «Ґарґантюа та Пантаґрюель» Франсуа Рабле присвятив живим шахам два розділи[1][2].

- Шахову гру, в Італії наприкінці XVI століття, описує польський письменник Либельт Кароль у фантастичній розповіді під назвою «Шахова гра».

- Англійський драматург Томас Міддльтон у п'єсі «Шахова партія», в 1624 році в лондонському театрі «Глоб» де у вигляді шахових постатей були зображені видатні політичні діячі того часу.

- У 1700 році в Парижі відбулася прем'єра великого балету під назвою «Шахова гра», музику до якого написав композитор Філідор д'Єн.

- Шаховий балет є центральним епізодом в опері французького композитора Галеві «Чародійка», поставленої в 1858 році в Парижі. Танець оживших фігур, одягнених в історичні костюми, відбувався в великому залі княжого замку, на підлозі, перетвореному на шахівницю.

- Найбільш майстерно поєднав живі шахи з розвитком драматичної дії Антоніо Лоцці, автор італійської музичної комедії під назвою «Король, тури та блазні» (зокрема, «блазан» — назва шахового слона в Італії). За основу свого твору Лоцці взяв оповідання драматурга Лючио д'Амбра, де описуються пригоди молодого принца Роландо, символічно уподібненого короля на шахівниці.

- У 1916 році він поставив німий фільм під тією ж назвою — «Король, тури і блазні», додавши до нього сцену шахового балету.

- Режисер А. Уральський знімає в 1916 році в Росії фільм «Шахмати життя».

- Найбільше художнє досягнення в області постановки «живих шахів» безперечно належить англійському майстру Садлерс Уельс, який показав на Всесвітній виставці 1937 р. в Парижі балет «Шах і мат», який було відновлено у Лондоні 1947 році[2].